# Grabów nad Prosną
Grabów nad Prosną este un oraș în Polonia.